# Insert (cheminée)

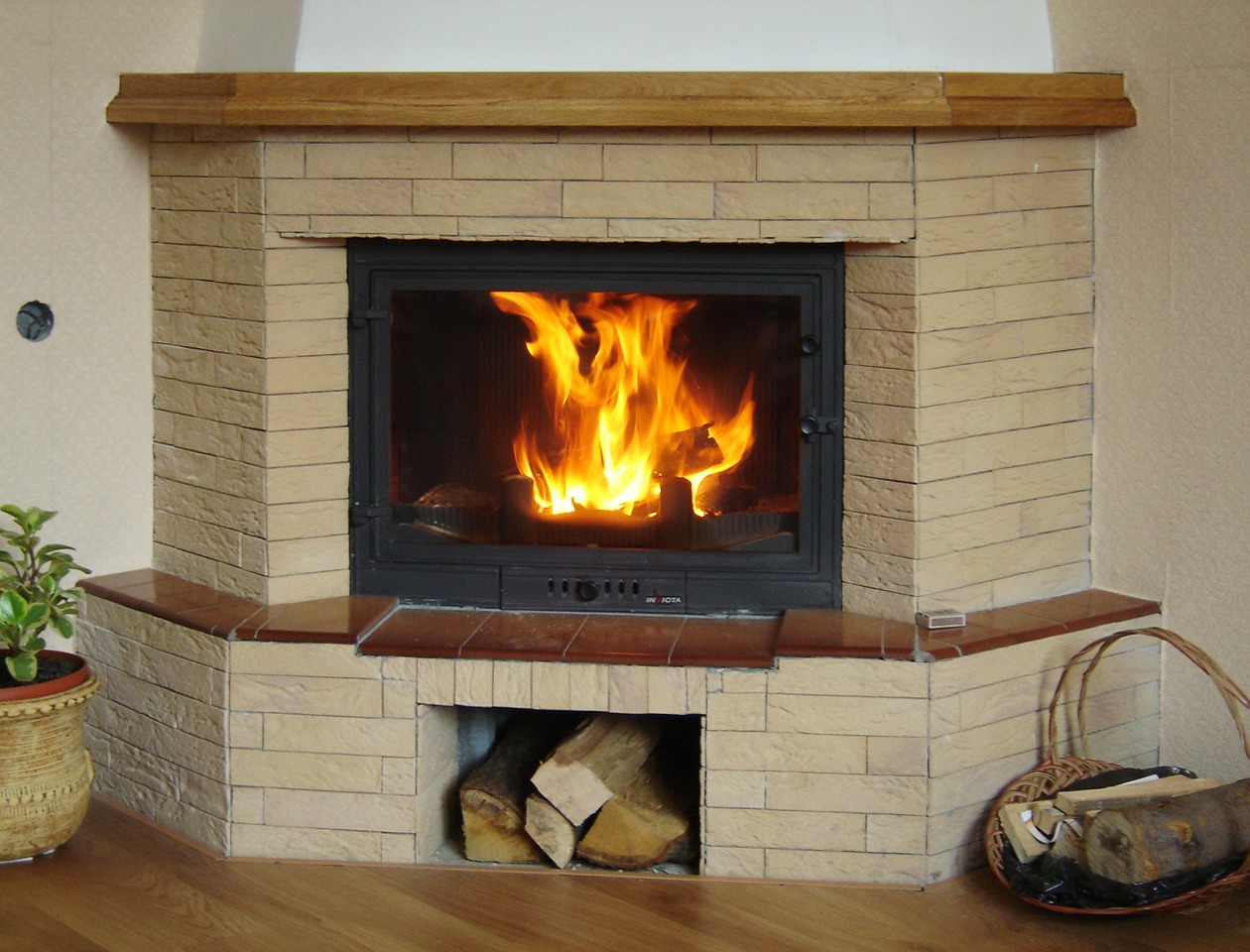
Cheminée ornementale avec insert

Pour les articles homonymes, voir insert.
L'insert est un dispositif qui s'encastre dans une cheminée existante. Il transforme la cheminée traditionnelle à foyer ouvert, sans vitre pour fermer l'âtre, en un dispositif à foyer fermé. L'insert fonctionne avec des bûches de bois ou parfois des granulés (pellets).
Il permet de profiter des sensations apaisantes du feu d'une cheminée traditionnelle sans en modifier le bâti. Il garantit un rendement thermique comparable à celui d'un appareil de chauffage comme le poêle à bois. La diffusion de chaleur d'un insert se fait par convection naturelle ou forcée et aussi par rayonnement. Du fait du rendement énergétique souvent supérieur à 70 %, et de l'utilisation du bois, énergie renouvelable facilement disponible, l'insert est un système de chauffage éligible au crédit d'impôts développement durable.

## Définition
L'insert s'encastre dans une cheminée existante. C'est donc un appareil de chauffage facile à installer. Il a la forme d'un bloc de section rectangulaire. Sa partie supérieure est plate à la différence d'un « foyer fermé ».

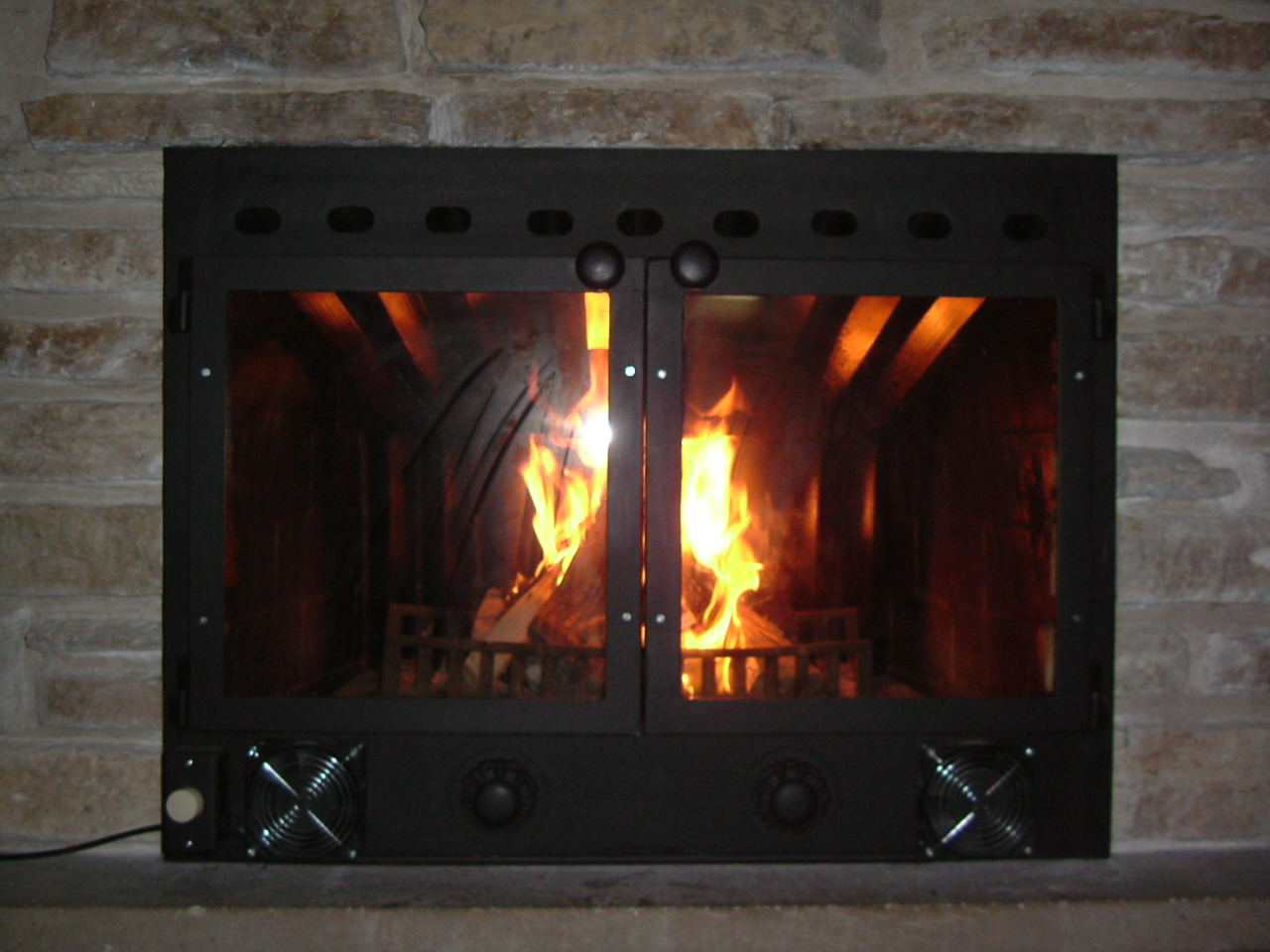
Vitre en vitrocéramique fermant le foyer (Auteur : Brenthasty)

La face avant est équipée d'une surface vitrée transparente en vitrocéramique qui permet de voir le feu. La chambre de combustion est enfermée dans une double paroi en fonte ou en acier. Le tirage de l'insert est ajustable le plus souvent manuellement. Le conduit d'évacuation des fumées emprunte le conduit de la cheminée existante.

### Différence entre l'insert et le foyer fermé
L'« insert de cheminée » se distingue du « foyer fermé », aussi appelé « foyer-insert », par l'absence d'avaloir. L'avaloir, encore appelé chambre à fumées, est la partie proéminente d'un foyer fermé. Il est en forme de dôme et est situé au-dessus de la chambre de combustion, généralement dans la hotte de cheminée. Par sa forme d'entonnoir inversé, l'avaloir dirige les fumées de combustion vers le conduit d'évacuation. Ce faisant, il augmente la surface d'échange entre le foyer et l'air ambiant circulant à l'extérieur du foyer. À cette différence près, le foyer fermé et l'insert ont un fonctionnement similaire.
Le dôme couvrant le foyer fermé rend malaisée son installation dans les cheminées existantes, ce qui le réserve aux cheminées neuves. L'habillage moderne du foyer fermé par une cheminée permet de l'intégrer de façon harmonieuse dans un logement, et le montage est monobloc,.
Souvent, les fabricants regroupent « insert » et « foyer fermé » sous la seule dénomination d'« insert ».
Pour le prix, l'insert est plus économique que le foyer fermé, mais tout dépend du modèle choisi.

## Fonctionnement

### Combustion
La combustion se fait sans effort grâce à l'entrée d'air modulable par le réglage de tirage. L'air est dit primaire, car il est introduit à la base des flammes pour la combustion du bois de l'âtre. Des inserts à double combustion, ou encore appelés à post-combustion, disposent d'une deuxième entrée d'air, dit secondaire, qui assure la combustion des gaz qui sortent du foyer. La double combustion accroît le rendement de chauffe et réduit la pollution.

### Apport en bûches
L'ajout de bûches dans le foyer se fait par la porte vitrée en l'ouvrant sur l'avant ou pour d'autres modèles, en relevant la vitre par un système de crémaillère. La vitre faite de vitrocéramique résiste à des températures de 750 °C.

### Réchauffement de l'air ambiant

Insert, vue en perspective : A) entrée d'air froid dans le foyer B) sortie des fumées chaudes qui réchauffent l'air de l'habitation par convection, lorsqu'elles remontent dans la cheminée C) chaleur rayonnante

La chambre métallique de l'insert est à double fond. Un courant d'air circule entre sa paroi intérieure et sa paroi extérieure, sans jamais entrer en contact avec les cendres ou les fumées de combustion du bois. Froid au départ, l'air se réchauffe au contact de la paroi chaude du foyer. Il entre par le dessous de l'âtre et monte dans la double peau. L'air chauffé ressort par la partie haute de l'insert ou via des grilles disposées dans la partie supérieure de la cheminée. Il chauffe ainsi la pièce ou les pièces si un système de distribution de chaleur est couplé à l'insert.

### Deux modes de diffusion de la chaleur
La construction spécifique de l'insert avec sa double paroi, donne sa singularité à ce type de chauffage. Il repose sur deux principes de transmission de la chaleur. La convection est le mode principal de diffusion de l'énergie thermique ; le rayonnement infrarouge est le second mode de propagation thermique, puisque la flamme du foyer et les braises diffusent de l'énergie par ondes.

#### Convection naturelle ou forcée
Le chauffage par convection naturelle : l'air frais provient du niveau du sol, là où il est le plus froid, se réchauffe dans la double paroi (dessous et derrière le foyer) et commence son ascension pour sortir par les grilles d'air chaud. 

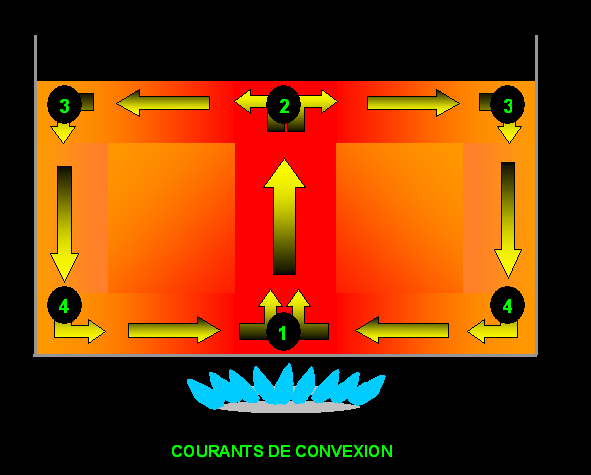
Convection naturelle dans la pièce où se trouve l'insert

La chaleur se répand dans la pièce et pousse l'air frais vers le bas, où il est à nouveau prélevé. Ce mouvement circulaire assure un brassage efficace de l'air du lieu, c'est la convection naturelle de l'air ambiant. Avec les inserts, l'air se trouve souvent propulsé par un ou deux ventilateurs de petite taille, depuis l'entrée jusqu'à la partie supérieure de l'appareil. Il s'agit de convection forcée, qui accroît le transfert et la diffusion de chaleur,. La chaleur transmise est proportionnelle à la différence de température entre la paroi interne du foyer et l'air à réchauffer, mais elle dépend aussi du mode de convection.
Bien entendu, c'est par conduction au travers de la paroi du foyer que la chaleur du foyer est transmise dans la double peau et va réchauffer l'air circulant ; de là, il se dilate, s'allège et s'élève.

#### Rayonnement thermique
Parallèlement à la convection thermique, le feu et les braises produisent une chaleur puissante et rayonnante. C'est le chauffage par rayonnement. La vitre laisse filtrer la chaleur que l'on ressent dès que l'on se place devant le foyer, même à distance (réchauffement radiatif par propagation d'ondes). Les matériaux qui environnent le foyer vont absorber l'énergie rayonnante de l'âtre et la restituer au logement ; de façon identique, cette restitution se fait par rayonnement et par conduction. Le rayonnement du foyer a lieu dans les grandes longueurs d'onde surtout dans l'infrarouge lointain. Les parois du foyer en fonte et les briques réfractaires du conduit, restituent la chaleur selon leur inertie thermique propre (elle dépend de la masse et du matériau).

## Avantages
Le foyer de l'insert est "fermé" ce qui en augmente le pouvoir de chauffe et l'autonomie entre chargements. La chaleur se concentre dans l'âtre et l'air chaud est produit en plus grande quantité.

### Avantages techniques

#### Intégration
L'insert permet de garder le bâti de la cheminée existante, il est donc assez facile à installer. Il est possible de le désolidariser de la cheminée en cas de problèmes. Lorsque la cheminée est ancienne, il peut être difficile de trouver des dimensions compatibles.

#### Rendement insert et cheminée à foyer ouvert
Les inserts de cheminée modernes ont un rendement énergétique qui varie de 60 % à 80 % (jusqu'à 70 % selon l'ADEME), c'est-à-dire qu'ils restituent de 60 % à 80 % de la chaleur produite par la combustion du bois.
Le foyer ouvert d'un âtre traditionnel reste peu ou prou identique à celui du Moyen Âge. Ce type de cheminée chauffe peu voire très peu, même si ses vertus esthétiques et relaxantes sont indéniables. La majeure partie de la chaleur s'enfuit par le conduit d'évacuation des fumées. Le rendement énergétique d'une cheminée à foyer ouvert avoisine seulement 10 % (pouvant aller jusqu'à 20 % selon d'autres sources) voire s'avère négatif. La cheminée traditionnelle utilise l'air de la pièce, qui est remplacé par de l'air froid extérieur. La conséquence est une température ambiante de la pièce qui dans ce dernier cas va même baisser.
Chaque année, le nombre de foyers ouverts décroît au profit des inserts, poêles à bois et poêles à granulés.

#### Diffusion de la chaleur du foyer
Le chauffage par rayonnement produit une chaleur douce et agréable qui vient du feu et des braises, mais aussi du volant thermique des matériaux qui entourent l'âtre et restituent la chaleur sans à-coups.
Le chauffage par convection diffuse la majeure partie de l'énergie du foyer et génère une circulation d'air dans la pièce. L'air chaud peut aussi être transféré aux autres pièces, par un système de distribution adapté, à la différence des modèles à chaleur rayonnante seule comme les poêles à bois.

#### Puissance de chauffe
Dans une cheminée traditionnelle à foyer ouvert, l'air de la pièce attise le feu sans contrôle, du fait du seul tirage naturel de l'installation. Il en est autrement pour un insert où l'ajustement se fait manuellement. L'air contribue entièrement à la combustion car il pénètre par le dessous des braises. Le réglage évite le rejet massif de chaleur vers l'extérieur. De fait, la chaleur se concentre dans l'âtre et la puissance de chauffe est accrue.
La puissance de chauffe des inserts varie de 7 à 23 kW selon le volumes des pièces à chauffer.

#### Autonomie de la cheminée
La maîtrise de l'entrée d'air a aussi pour conséquence de prolonger l'autonomie du feu de cheminée. Les bûches se consument lentement quand le tirage est au minimum. Le feu est durable : compter jusqu'à 10 à 12 heures pour un chargement complet et un tirage au ralenti, contre à peine 2 ou 3 heures pour une cheminée ouverte,. La sensation de confort est accrue, car la chauffe est moins brutale. L'insert est un appareil de chauffage à part entière, même si sa puissance limitée le réduit au rôle d'appareil d'appoint.
Couplé à un répartiteur de chaleur, l'insert produit de la chaleur pour plusieurs pièces ou une maison entière. L'air chaud est véhiculé par la ventilation en plusieurs points de la maison. Pour une maison de petite surface, l'insert seul peut suffire toute l'année, à condition qu'il soit relié à un système d'air pulsé.

#### Propreté
L'insert a l'avantage de la propreté. Les fumées, poussières et cendres créées par la combustion restent confinées. La maison n'est pas soumise aux traditionnels enfumages que connaissent les propriétaires de cheminée ouverte.
En revanche, l'air chaud entraîne avec lui des particules de poussière, qui se déposent sur et autour des bouches de distribution. C'est pourquoi certains répartiteurs de chaleur sont équipés de filtres à poussière.
Comme la combustion des bûches est plus complète (ajustement et introduction optimale du comburant ), l'insert émet moins de polluants vers l'extérieur.

#### Sécurité
L'insert offre une sécurité d'utilisation. Puisque le feu est confiné, il peut rester sans surveillance, y compris la nuit. Il protège de la projection de brandons et d'escarbilles brûlants ou d'un éventuel éboulement des bûches.

### Avantages économiques

#### Réduction de la facture énergétique
L'insert peut réduire drastiquement la dépense énergétique, lorsque ce mode de chauffage est couplé à une autre source d'énergie comme le chauffage électrique, géothermique ou provenant d'énergies fossiles, mais peut aussi remplacer tout autre mode de chauffage (grâce à sa puissance de chauffe sans limite pourvu que l'installation soit de taille suffisante) avec une installation adaptée permettant d'acheminer l'air chaud dans tout l'espace à chauffer ou même de réguler automatiquement la puissance de chauffe en agissant directement sur l'introduction des combustibles dans la chambre de combustion comme c'est le cas sur les installations fonctionnant grâce aux granulés/pellets (voir après) ou aux plaquettes de bois. En raison de leur plus grande taille, il semble délicat d'appliquer ce même procédé à la combustion de bûches de bois, bien que sur des installations de grande ampleur telles que le chauffage d'un bâtiment collectif, le procédé semblerait techniquement réaliste. Pour améliorer le rapport (puissance de chauffe/encombrement) des inserts équipés de turbines permettant d'augmenter mécaniquement le débit d'air donc la vitesse de combustion et donc la puissance de chauffe sont disponibles sur le marché.
Le bois est la moins chère des énergies de chauffage. En effet, les bûches de bois sont trois fois moins chères que l'électricité (prix constatés en mars 2012, exprimés en euros TTC/kWh livrés pour des bûches de 33 cm - source Ajena). Le bois coûte 0,043 euro le kWh, contre 0,079 euro le kWh pour le gaz de ville et 0,115 euro le kWh pour l'électricité.

#### Label Flamme verte
Le logo « flamme verte » est le label qualité du chauffage au bois, établi avec l'aide de l’ADEME et du Syndicat des énergies renouvelables ; il évalue les systèmes de chauffage sur le plan de l'économie de consommation, de la sécurité, des performances énergétiques et environnementales. La notation s'échelonne de 1 à 5 étoiles. Depuis janvier 2012, seuls les appareils de 4 et 5 étoiles sont labellisés Flamme verte (rendement supérieur à 70 %, rejet de CO inférieur à 0,3 %). Depuis le 1er janvier 2015, seuls les appareils 5 étoiles sont labellisés.

### Avantages écologiques

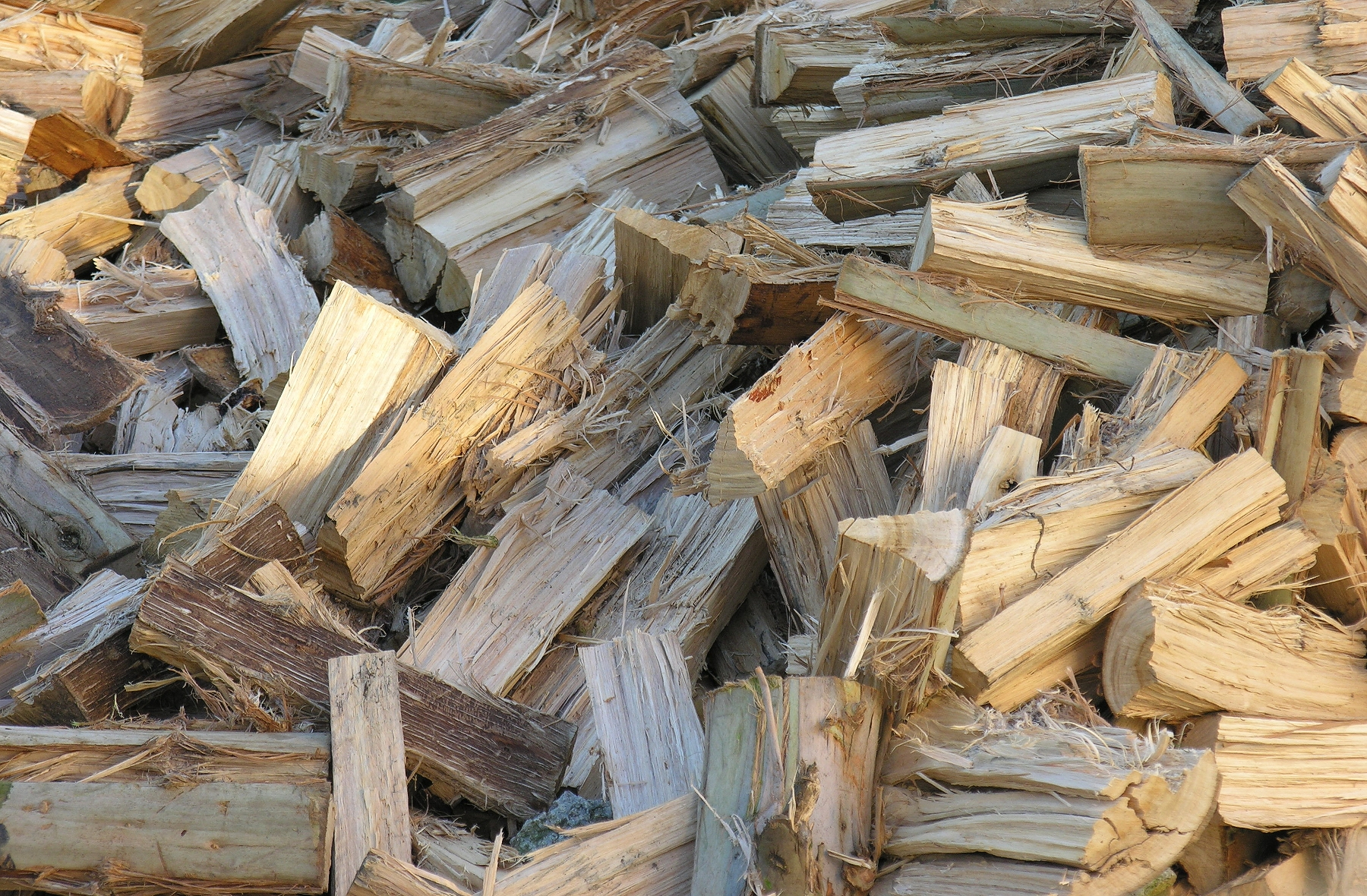
Bûches de bois : bois-énergie

L'insert utilise du bois-énergie. Le bois est une énergie renouvelable. Le CO2 dégagé par les fumées est absorbé par les forêts pour leur croissance : le bilan carbone du cycle du bois est donc quasi neutre.
Les stocks de bois de chauffage se reconstituent rapidement. C'est une énergie locale, car la France est dotée de larges espaces forestiers qui occupent presque le tiers du territoire. Le chauffage au bois rencontre un succès croissant du fait du développement d'appareils performants. Le bois de chauffe couvre 4 % des besoins énergétiques français en 2012. Il offre une alternative aux énergies fossiles ou à l'électricité pour le chauffage.
Plus d'une maison individuelle sur deux en France utilise le bois comme source de chauffage principale ou d'appoint (soit 7 millions de ménages en juillet 2013),. Les foyers fermés sont autorisés en Île-de-France mais doivent respecter certaines normes d’émissions et de rendement.

## Inconvénients

### Esthétique
La cheminée à foyer ouvert reste l'équipement traditionnel, qui préserve le spectacle direct du feu, l'odeur et le crépitement du bois, et présente une connotation authentique, que pour les puristes gâche en partie la vitre qui ferme le foyer de l'insert,. C'est pourquoi certains modèles disposent d'une vitre escamotable pour profiter à l'occasion de la fonction décorative du feu.

### Vitres et nettoyage
Vite encrassée, la vitre est souvent le cauchemar des propriétaires d'insert à l'heure du nettoyage.

### Modifications possibles d'installation
L'isolation thermique du foyer ou du conduit d'évacuation des fumées s'avèrent généralement nécessaires, car la température à l'intérieur de l'âtre peut atteindre les 400 °C, alors que les conduits traditionnels sont prévus pour une température autour de 350 °C. Une installation inadéquate peut être source d'incendies.

### Mode de chauffage
Le transfert de chaleur par convection génère un air chaud, qui s'élève dans la partie supérieure de la pièce et ne redescend pas vraiment vers le sol. Une personne debout a donc la tête au chaud et les pieds au froid, ce qui est contraire à la perception d'un bon confort. De plus, le sol froid « rayonne sa fraîcheur », il faut donc beaucoup réchauffer la pièce pour ne pas avoir la sensation de froid. Certains fabricants d'insert ont compris cette problématique et l'ont résolue grâce à une convection forcée, qui aspire l'air en partie haute et diffuse l'air réchauffé en partie basse. Cela permet d'équilibrer les températures dans la pièce.

## Dispositifs et fonctions additionnelles

### Esthétique
La vision latérale du feu par les côtés vitrés, ou la vision totale sur la face avant, ou le fonctionnement en foyer ouvert avec une vitre escamotable sont des arrangements esthétiques possibles.

### Autonomie

#### Alimentation par granulés

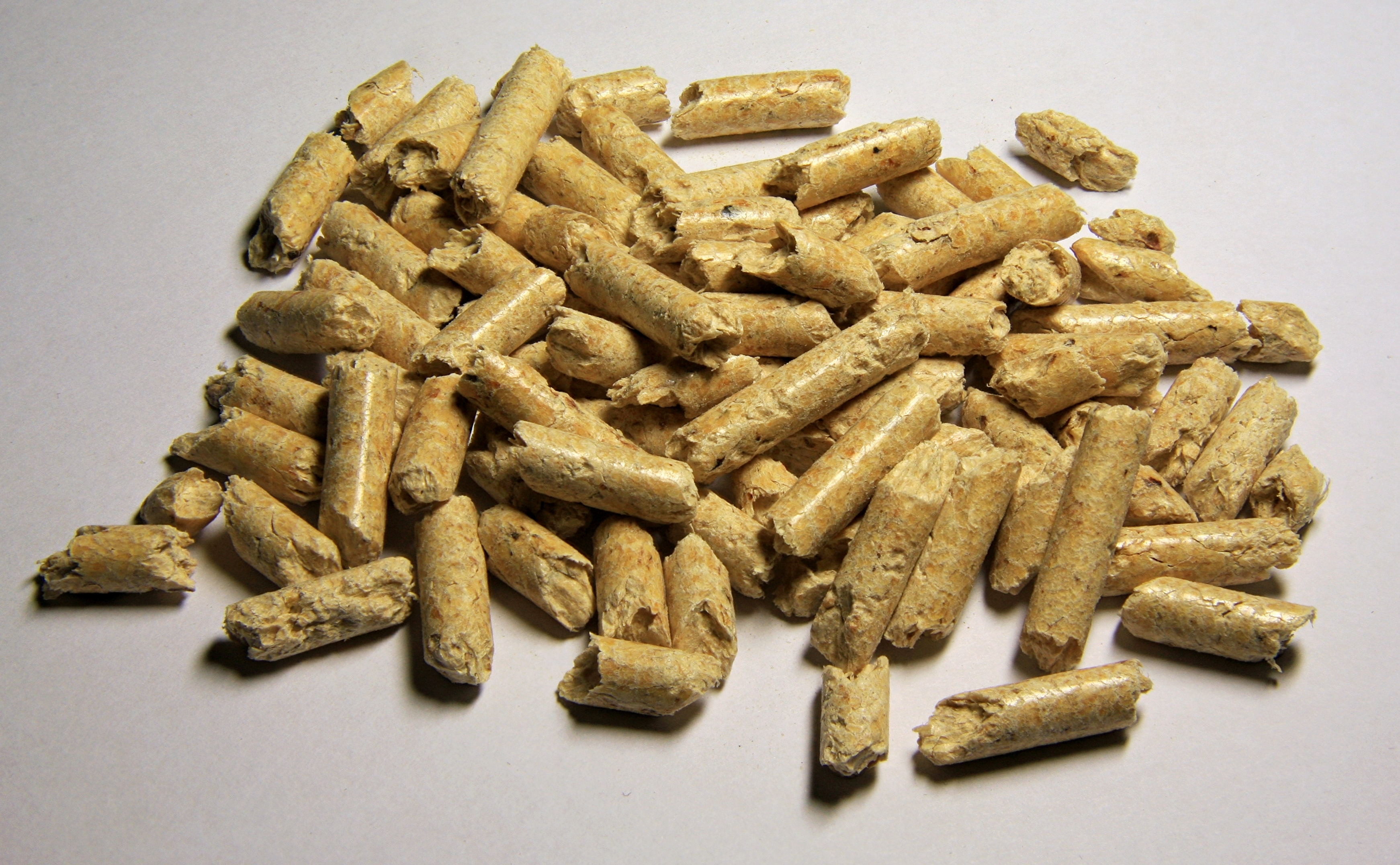
Granulés de bois - pellets

L'alimentation par granulés de bois (pellets) au lieu des bûches permet une alimentation stable et programmée de l'insert ou du foyer fermé. Une vis prélève les pellets dans une réserve de combustible (petit silo intégré à l'appareil) et assure un fonctionnement autonome, pour une période de deux à trois jours sans réapprovisionnement. La régulation électronique permet d'établir à l'avance les phases de chauffage et d'arrêt et assure un confort thermique optimal. Elle minimise l'entretien de l'insert du fait de la stabilité de la combustion. Le rendement de combustion peut atteindre 90 %.

#### Feu continu ou passage de nuit
Avec le foyer « feu continu » ou « passage de nuit », l'idée des constructeurs est de faire perdurer le feu jusqu'au matin, comme avec un chauffage central. Bien que le principe en soit intéressant, une bûche qui passe la nuit à brûler avec une combustion ralentie produit très peu de chaleur, mais va engendrer de la suie, voire du bistre. La bûche privée de son comburant, l'oxygène, va fumer, charbonner, s'asphyxier, et se consumer plus qu'elle ne brûle, en rejetant des gaz toxiques et polluants. Ce faisant, le foyer et l'installation complète s'encrassent et sont méconnaissables de saleté à la fin de la nuit. De surcroît, lorsque le feu n’est pas assez puissant pour chauffer les parois du foyer, il n'y a pas de dégagement de chaleur. La question de l'utilité du feu continu se pose alors, car ce fonctionnement s'avère en fait contre-productif et à proscrire...

### Convection forcée
Pour améliorer l'efficacité de la convection, l'existence de ventilateurs de circulation forcée (généralement un ou deux) améliore l'échange thermique. Ces ventilateurs peuvent travailler à différents régimes de vitesses (par exemple 1200 tr/min et 2650 tr/min) et se mettent en route dès que la température atteint un seuil, pour une protection contre la surchauffe.
En allure normale, l'air entre à une température moyenne de 18 °C et ressort vers 150 °C.

### Entretien
Le système « vitre propre » grâce à une arrivée d’air dirigée vers la vitre, qui balayée en permanence, empêche les fumées de s'accrocher sur la paroi. L'air de balayage est prélevé sur l'air de tirage. Si le tirage est réduit, la vitre a tendance à s'encrasser. Une stabilisation du tirage peut également être installée.

### Rendement
Les inserts anciens, de plus de 10 ans, ont un rendement autour de 50 %, alors que les inserts modernes à haut rendement dépassent les 70 à 80 %, par exemple par le biais de ventilateurs pour activer la circulation et l'expulsion d'air chaud
La technologie de « double combustion » ou « post-combustion » est récente. Elle permet de brûler les gaz perdus qui possèdent encore un potentiel énergétique important avant leur évacuation vers l'extérieur,. Les gaz sont forcés d'effectuer plusieurs cycles de combustion car ils rencontrent des arrivées d'air secondaire avant de quitter le foyer. La combustion plus complète et plus longue est donc optimisée. Les rendements atteignent 80 à 90 %. L'amélioration du rendement va de pair avec la diminution de la pollution. La quantité de CO2 rejetée dans l'atmosphère est réduite et l'intérieur de l'insert est plus propre. La production de cendres comme de suie déposée dans le conduit d'évacuation sont moindres. Le feu doit être cependant nourri et maintenu quasi constant pour garantir le rendement élevé.

### Adaptation au logement
Le répartiteur de chaleur encore appelé « récupérateur de chaleur » pour distribuer l'air chaud à l'ensemble du logement en empruntant un réseau de gaines reliées à un ventilateur. Le ventilateur se trouve dans les combles ou dans la hotte de l'appareil. L'insert devient un système de chauffage central, qui peut chauffer une plus grande surface, y compris au niveau des étages et non du seul salon et des pièces attenantes.
La sortie en 180 mm: pour les petits conduits
La version étanche, pour les maisons de type « Basse Consommation ».

### Chauffage d'eau

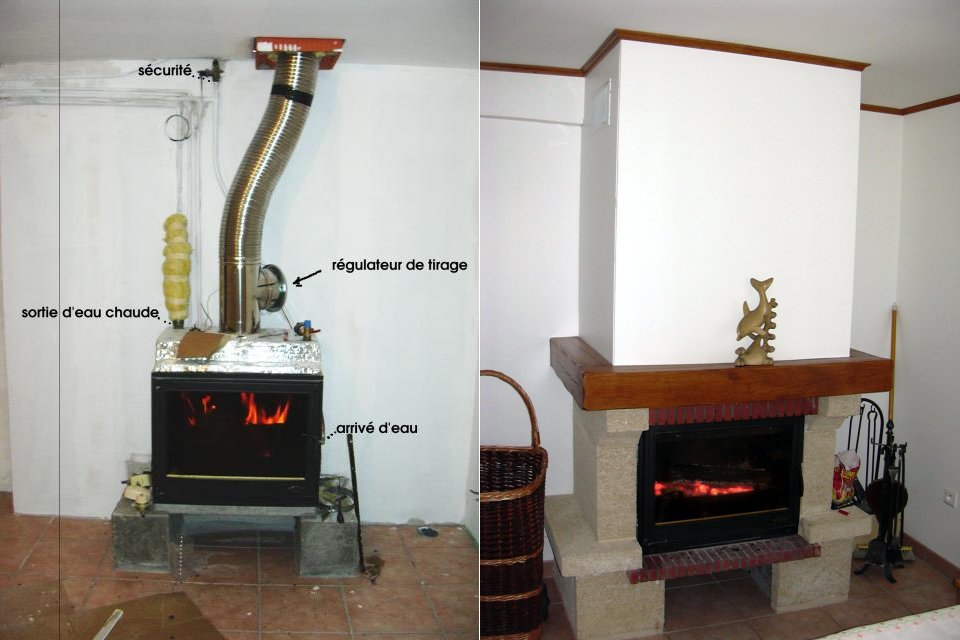
Insert bouilleur" ou hydro

Le chauffage d'eau des inserts de type « bouilleurs » ou « hydro », qui utilisent un échangeur de chaleur dans lequel circule de l'eau, pour produire de l'eau chaude sanitaire (ECS) ou de l'eau chaude pour les radiateurs de chauffage.
L'échangeur est localisé dans la chambre de combustion ou le conduit des fumées, où la température est plus basse. L'insert bouilleur fonctionne comme une chaudière de biomasse qui est relié au chauffage central.
Lorsque la température de l’eau du circuit atteint plus de 60 – 70 °C dans la chambre de combustion, la pompe de circulation se met en route et achemine l’eau chaude vers un ballon d'ECS et vers un réseau de radiateurs ou un plancher chauffant, voire une chaudière.

## Matériaux de l'insert

### Corps de chauffe ou foyer
C'est la pièce maîtresse, le « four » où se consument les bûches. Selon les modèles, il va absorber des températures jusqu'à 1000 °C. Il est en fonte ou en acier. La fonte présente l'avantage d'une plus grande inertie de chauffage : l'appareil restera plus longtemps chaud après la flambée. L'acier a l'avantage de la rapidité car il monte plus vite en température, ce qui est intéressant pour une résidence secondaire où le dégagement de chaleur immédiat s'avère utile. Cependant il refroidit plus rapidement.

## Installation

### Isolation
L'insert de cheminée s'installe aisément dans le foyer de la cheminée existante. L'isolation du foyer ou du conduit d'évacuation est souvent nécessaire. En limitant les risques d'incendie aux matériaux qui l'entourent, l'isolation empêche aussi le refroidissement indésirable des fumées, à l'origine de leur condensation, donc du dépôt de goudrons et formation de bistre, source d'encrassement rapide et d'incendie.
Si le logement ne possède pas de cheminée, il est préférable de s'orienter vers un poêle à bûches ou un poêle à granulés de bois.

#### Isolation du foyer
La laine de roche haute température isole les murs porteurs et les cloisons qui entourent l'appareil. La déperdition de chaleur est réduite et l'air ambiant est mieux chauffé.

#### Conduit d'évacuation des fumées
Les fumées dégagées par l'insert sont plus chaudes que celles du foyer ouvert. C'est pourquoi le remplacement ou l'isolation du conduit d’évacuation des fumées est souvent nécessaire.
L'isolation est réalisée soit par tubage, chemisage ou gainage. Le tubage est une gaine en inox, souple ou rigide, placée dans le conduit maçonné, dont la texture fine et lisse permet aux fumées de s’évacuer plus rapidement et au bistre de difficilement pouvoir s’y accrocher. Le chemisage consiste à poser un enduit sur les parois intérieures du conduit. Cette opération est nécessaire si le tubage est impossible.
Ces travaux sont interdits pour les cheminées à foyer ouvert.

### Grilles de ventilation
Elles permettent la sortie d'air chaud et sont placées en hauteur, mais pas trop près du plafond (un espace d’une trentaine de centimètres est nécessaire), afin de ne pas le noircir celui-ci ou de ne pas l’endommager. Comme l’air chaud monte naturellement, si les grilles sont trop basses, il va stagner dans le conduit de la cheminée, et ne sera pas correctement diffusé dans le logement.

## Entretien

### Entretien régulier

#### Décendrage
L'excès de cendre empêche une bonne alimentation en air du feu par le bas. Le décendrage est à effectuer quotidiennement pour une bonne combustion et éviter la déformation de la grille du foyer par chauffage hétérogène. Le cendrier se trouve en partie basse de l'insert et permet de retirer manuellement la cendre et la vider. Un aspirateur à cendres ou un tisonnier avec une balayette peuvent être utilisés. Les cendres trouveront de multiples usages, de la confection de savon à l'utilisation dans le jardin.

#### Nettoyage des vitres
Plus la combustion est forte, plus la vitre reste propre. Pour cette raison, il est préférable d'éviter de brûler du bois humide et le fonctionnement de l'insert trop ralenti. Le nettoyage presque quotidien de la vitre permet le rayonnement de chaleur et de la vision du feu. Le papier journal humidifié trempé dans des cendres froides est à proscrire, en effet, il détériore à la longue la surface de votre vitre et va finir par être encore plus salissant. De plus ce type de procédé sur une vitre autonettoyante détruit sa capacité autonettoyante. Les produits spray de nettoyage sont à utiliser si la vitre est encrassée, mais il faut éviter d'en projeter sur les joints ou les parties métalliques qui se trouveraient endommagées.
Si le joint de porte n'est plus étanche, la vitre se salit facilement et le rendement thermique s'abaisse (un test d'étanchéité peut être fait à l'aide d'une feuille A4) et il convient de le remplacer ou de le faire remplacer.

#### Nettoyage des parois
Le nettoyage se fait, par souci de sécurité et d'efficacité, à froid. La méthode est similaire à celle pour les vitres. Les parois doivent être nettoyées pour permettre de surveiller la bonne combustion et une meilleure sécurité Le plus simple, écologique; économique et efficace est de prendre du papier journal, de l'humidifier et de le couvrir de poussières de cendres voire de petits morceaux avant de frotter les parois. On s'assurera de ne pas jeter le papier utilisé afin de s'en servir pour un allumage ultérieur. Inutile de se procurer des détergents industriels, ils sont chers et forcément moins écologiques et souvent inutiles.

#### Nettoyage de la circulation d'air de la cheminée
Les grilles d'entrée et de sortie d'air sont à nettoyer pour éviter les salissures aux sorties d'air chaud. Le maintien de l'intérieur de la cheminée propre permet aussi d'éviter l'entraînement de poussières.

### Entretien programmé

#### Ramonage de la cheminée
Le nombre de ramonages obligatoires à effectuer par un professionnel est déterminé par le règlement sanitaire de chaque département. Il est en général d'un ramonage par an minimum, et deux par an dans le cadre d'appareil collectif. L'un des deux ramonages a lieu pendant la période de chauffe (automne et ou hiver). Le ramonage évite l'accumulation de suie et de bistre, extrêmement inflammable sur les parois du conduit. Le certificat de ramonage est remis à cette occasion et doit être conservé durant deux ans. En cas d'incident, il est exigé par l'assureur.

## Coût de l'insert ou du foyer fermé

### Gamme et spécificités techniques
De grandes différences de prix d'achat sont à noter (fourchette de 1 000 € à 7 000 € en 2015). Le prix dépend de la gamme d'équipement, du premier prix au haut de gamme, et des paramètres techniques.
Les paramètres techniques qui influent sur le coût d'achat de l'insert sont le rendement, la taille de l'appareil qui dépend celle de la cheminée et de la dimension des bûches, la puissance de chauffe, l'autonomie du foyer.
Le modèle le mieux adapté prend en compte l'utilisation retenue. Pour un chauffage à l'année, l'insert affiche de préférence un rendement élevé. Pour quelques flambées ponctuelles pour réchauffer les inter-saisons, un modèle moins performant et moins coûteux est suffisant.
Pour définir la capacité de l'appareil, des simulateurs d'économie d'énergie sont d'usage courant. Ils prennent en compte le volume d'air à chauffer et l'isolation du logement.

### Soutien des pouvoirs publics
L’État comme les collectivités locales soutiennent l'usage des énergies renouvelables, et notamment des ménages désireux de s'équiper en utilisant le bois comme mode de chauffage.

#### TVA réduite et crédit d'impôt
L'installation du chauffage au bois par un professionnel permet de :
- bénéficier d'une TVA réduite et de la prime énergie
- donne droit à un crédit d'impôts développement durable sur le prix d'achat des équipements.

#### Autres aides et subventions
Des aides comme le crédit à taux zéro ou d'autres subventions peuvent être obtenues auprès de l'Anah ou des collectivités territoriales,.